# The Chewin' Bruin
The Chewin' Bruin est un cartoon, réalisé par Bob Clampett et sorti en 1940, qui met en scène Porky Pig.

## Synopsis
Un chasseur d'ours raconte à Porky une traque qu'il a mené 30 ans plus tôt.